# Óscar Marín Parra
Óscar Marín Parra (Madrid, 1971) es un biólogo y neurocientífico español.

## Biografía
Óscar Marín se licenció en Biología y se doctoró en Neurología en la Universidad Complutense de Madrid. Tras terminar el doctorado en 1997 realizó estudios postdoctorales en el Instituto Cajal y después en la Universidad de California en San Francisco. Al regresar a España en 2003 se incorporó al Instituto de Neurociencias, órgano mixto del Consejo Superior de Investigaciones Científicas (CSIC) y la Universidad Miguel Hernández de Elche donde fue profesor de investigación, dirigió el Laboratorio de Migración y Especificación Neuronal y trabajó en el área de neurobiología del desarrollo que son algunos de sus campos de investigación junto con la corteza cerebral, las interneuronas, los factores de transcripción y las moléculas de guía axona. En 2014 se trasladó al King's College de Londres como profesor de neurociencia e investigador.
A lo largo de su carrera ha trabajado en más de una treintena de proyectos y ha recibido importantes premios entre los que se encuentran el Premio Joven de Ciencia y Tecnología 2005 del CSIC, el XII Premio Alberto Sols al mejor trabajo científico, Premio Banco Sabadell de Investigación Biomédica, Premio Beckman-Coulter de la Sociedad Española de Bioquímica y Biología Molecular (SEBBM), el Premio Rey Jaime I de Investigación Básica 2011 o el Premio Roger de Spoelberch de 2014 en Suiza.
Óscar Marín es miembro de la Sociedad Española de Neurociencia, de la American Society for Neuroscience y fundador del Consejo Científico del Consejo Europeo de Investigación